# Elecciones para gobernador de Illinois de 1986
Las elecciones para gobernador de Illinois en 1986 se celebraron el 4 de noviembre. El candidato republicano James R. Thompson ganó un cuarto mandato, derrotando al exsenador Adlai Stevenson III del Partido Solidaridad de Illinois, por un margen de aproximadamente 400,000 votos.
Adlai Stevenson III, originalmente nominado como candidato demócrata a gobernador de Illinois en 1986, enfrentó una situación inesperada cuando su candidato preferido para vicegobernador perdió la nominación ante Mark J. Fairchild. Tras descubrirse que Fairchild era miembro del movimiento LaRouche, Stevenson decidió retirarse de la candidatura demócrata para evitar presentarse junto a él. En Illinois, los candidatos a gobernador y vicegobernador eran nominados en primarias separadas pero se presentaban juntos en la elección general. Ante esta situación, Stevenson fundó el Partido Solidaridad y se postuló como su candidato a gobernador, con Mike Howlett como su compañero de fórmula.
Contó con el respaldo de prácticamente todo el establishment demócrata, ya que muchos dentro del partido preferían evitar la asociación con el candidato a vicegobernador Mark J. Fairchild, quien estaba afiliado al movimiento de Lyndon LaRouche. Como resultado, el Partido Demócrata "oficial" en Illinois solo presentó a Fairchild en la boleta como candidato a vicegobernador, sin un candidato a gobernador. Sin embargo, esa candidatura residual apenas alcanzó el 5% de los votos, el mínimo necesario para que el Partido Demócrata mantuviera su estatus de partido mayoritario en el estado.

## Fondo
Las elecciones primarias y generales se llevaron a cabo al mismo tiempo que las de los cargos federales (Senado y Cámara de Representantes) y otros puestos estatales.
Las primarias registraron una participación del 21.10% para gobernador, con 1,289,162 votos, y del 18.01% para vicegobernador, con 1,100,110 votos emitidos.
La participación en las elecciones generales alcanzó el 52.37%, con 3,143,978 votos emitidos.

## Primarias demócratas
Adlai Stevenson III ganó con facilidad las primarias frente a Larry Burgess, su rival habitual. Inicialmente, el fiscal general Neil Hartigan había anunciado su candidatura a gobernador, pero tras el anuncio de Stevenson, decidió postularse para la reelección como fiscal general de Illinois.
La victoria de Stevenson en las primarias llevó a que las elecciones de 1986 fueran una revancha de las de 1982, donde Thompson había ganado por un margen ajustado de aproximadamente 5.000 votos de más de 3,5 millones emitidos. Sin embargo, los intentos de Stevenson se vieron obstaculizados en las primarias, ya que los candidatos que apoyaba para vicegobernador (George Sangmeister) y secretaria de Estado (Aurelia Pucinski) fueron superados por Mark J. Fairchild y Janice Hart.
Aunque no se destacó mucho durante las primarias, Fairchild y Hart eran partidarios del controvertido Lyndon LaRouche. Cuando esto salió a la luz después de las primarias, Stevenson tuvo que renunciar a su nominación del Partido Demócrata y postularse como candidato de un tercer partido. Hasta 2024, esta sigue siendo la última ocasión en que un candidato de un tercer partido logró ubicarse entre los dos primeros en la carrera por la gobernación de Illinois.
Stevenson afirmó, tan pronto como se enteró de que su compañero de fórmula sería partidario de LaRouche, que "nunca se postularía junto a candidatos que respaldan la locura llena de odio de Lyndon LaRouche".